# Vierte Nationalversammlung in Argos

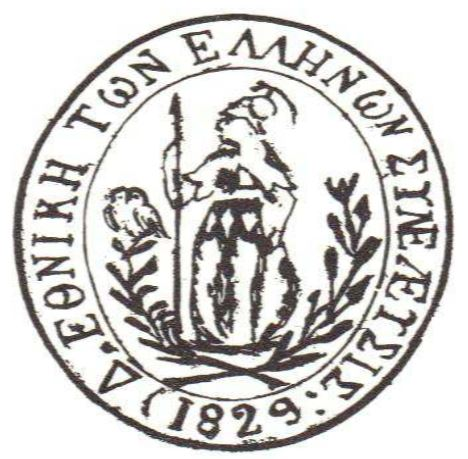
Das Siegel der Vierten Nationalversammlung in Argos von 1829

Die Vierte Nationalversammlung in Argos (griechisch Δ΄ Εθνοσυνέλευση Άργους) fand vom 11. Juli bis zum 6. August 1829 in Argos statt. Sie war ein wichtiges politisches Ereignis im Rahmen der Griechischen Revolution.

Die Vierte Griechische Nationalversammlung, leitete unter der Führung von Ioannis Kapodistrias bedeutende Reformen zur Stabilisierung und Modernisierung des jungen griechischen Staates ein, darunter die Einführung einer nationalen Währung (Phönix), die Reorganisation des Justizsystems, das Verbot des Exports von Altertümern und die Erfassung staatlicher Ländereien.

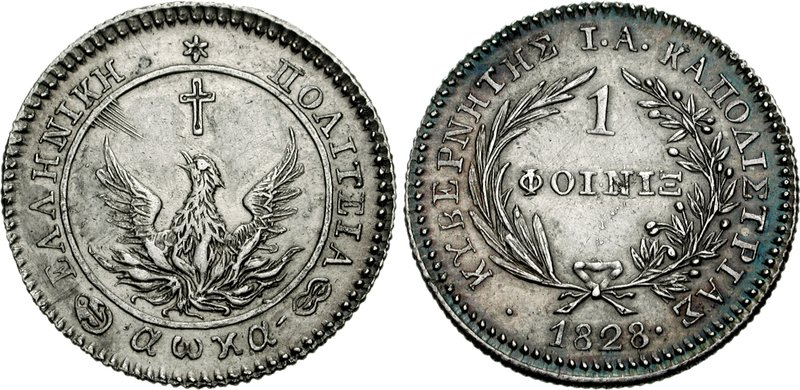
Phönix 1828–1833: von der Vierten Nationalversammlung als erste offizielle Währung Griechenlands eingeführt (Der Phönix, der sich beim Anblick der Strahlen des Heiligen Geistes regeneriert und ein Kreuz auf seinem Haupt trägt.)

Insgesamt nahmen 236 Abgeordnete aus dem gesamten griechischen Territorium an der Nationalversammlung teil. Sie waren die ersten, die im Rahmen der Wahlen von 1829 direkt vom Volk gewählt wurden.

## Historischer Hintergrund
Die Vorgänger dieser Vierten Versammlung waren die Erste in Epidaurus (1821–1822), die Zweite in Astros (1823) und die Dritte in Troizen (1825).
Die Vierte Nationalversammlung in Argos, fand im historischen Theater der Stadt statt. Die Delegierten wurden im Frühjahr desselben Jahres durch Wahlen bestimmt, basierend auf einem Wahlgesetz, das von Ioannis Kapodistrias, dem ersten Gouverneur Griechenlands, erlassen wurde. Kapodistrias zielte darauf ab, den jungen Staat zu stabilisieren und zu modernisieren und nutzte dieses Gesetz, um eine ordnungsgemäße und repräsentative Wahl der Abgeordneten zu gewährleisten.

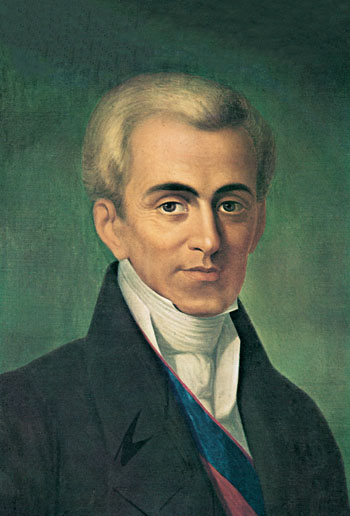
Ioannis Kapodistrias, Gouverneur von Griechenland und Organisator der Vierten Nationalversammlung in Argos.

Die Vorbereitungen für die Versammlung waren jedoch von Hürden geprägt. Kapodistrias teilte dem Panellinion im Mai 1829 mit, dass die Versammlung vorerst verschoben werden müsse. Viele Provinzen hatten ihre Delegierten noch nicht gewählt, und in einigen Gebieten wurde Kapodistrias’ Einfluss auf die Wahlen kritisiert.
Um diese Probleme anzugehen, ordnete Kapodistrias direkte Wahlen für die Vertreter der griechischen Provinzen an. Dies erweiterte das Wahlrecht auf alle gebürtigen Griechen, unabhängig von sozialem Stand oder Bildungsniveau. Diese Entscheidung war ein wichtiger Schritt zur Förderung politischer Teilhabe und zur Stärkung der Legitimität der Versammlung. Sie unterstrich auch Kapodistrias’ Bestreben, demokratische Prinzipien in den Staatsaufbau zu integrieren, obwohl die Umsetzung in der Praxis komplex war.

## Inhalt der Versammlung

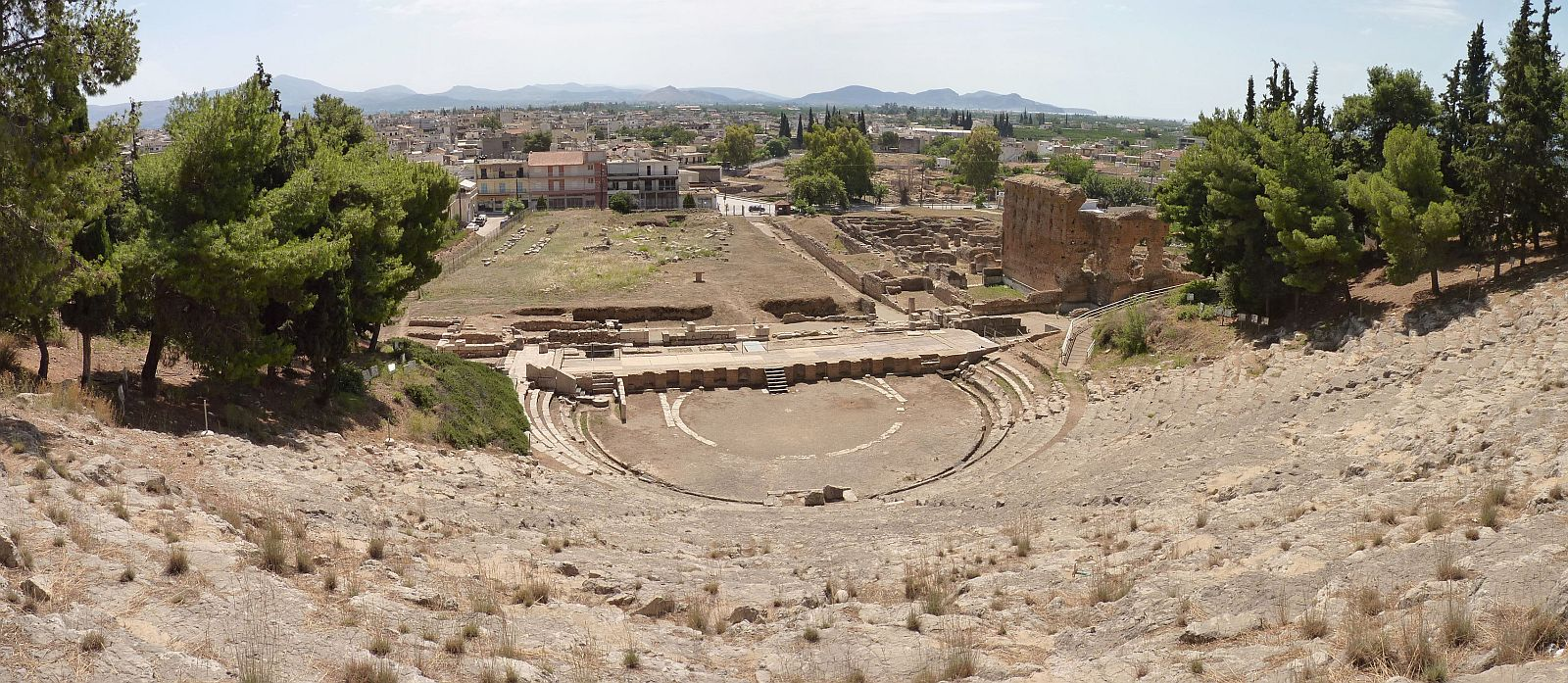
Das antike Theater in Argos, wo die Vierte Nationalversammlung zusammenkam.

Nachdem die Versammlung mit einem Gottesdienst eröffnet worden war, billigte sie nicht nur die Politik Kapodistrias’, sondern löste auch den bisherigen Panellinion – ein beratendes Gremium, das 1828 eingerichtet worden war – ab und ersetzte ihn durch einen Senat mit 27 Mitgliedern. Dieser Senat übernahm fortan die Rolle des zentralen beratenden Organs und unterstützte Kapodistrias bei der Regierungsführung.

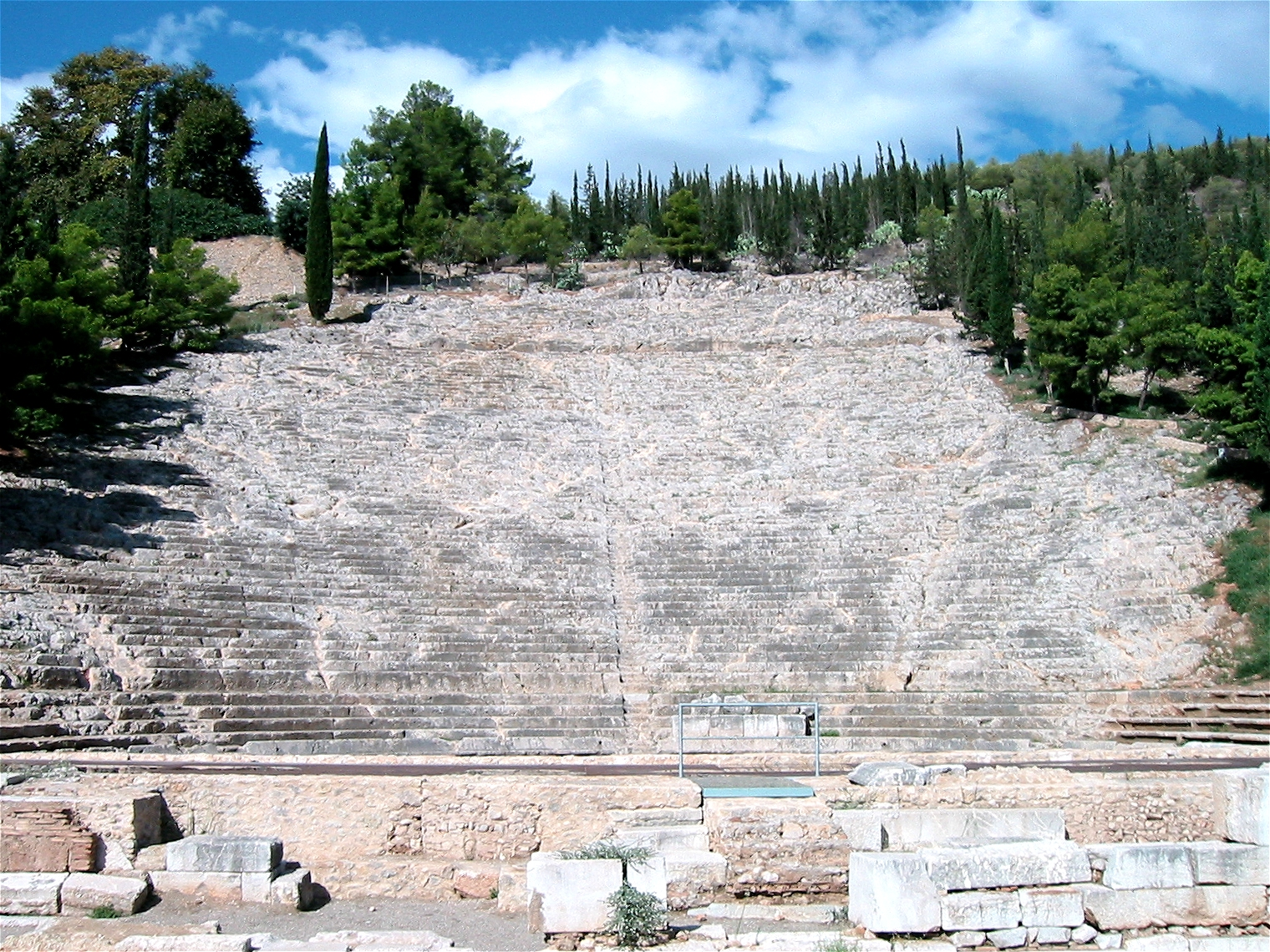
Sitze des antiken Theaters in Argos

In 13 Resolutionen fasste die Versammlung wichtige Beschlüsse, die die Grundlage für ein funktionierendes Staatswesen schufen. Zu den bedeutendsten Maßnahmen (31. Juli) gehörte die Einführung einer nationalen Währung, des Phönix, der als erste griechische Münze geprägt wurde. Darüber hinaus wurde ein Gesetz zur Rechtsprechung verabschiedet, das die Organisation und Funktionsweise des Justizsystems regelte.
Ein weiterer wichtiger Beschluss war das Verbot des Exports von Altertümern aus Griechenland. Dieses Verbot sollte das kulturelle Erbe des Landes schützen und verhindern, dass antike Artefakte ins Ausland gelangten. Gleichzeitig wurde ein System zur Erfassung und Verwaltung der nationalen Ländereien und Güter eingeführt.
Der primäre Grund für das Exportverbot von Altertümern lag darin, dass Frankreich Druck ausgeübt hatte, Fundstücke aus den Ausgrabungen der Morea-Expedition zu erhalten. Daraufhin beschloss Kapodistrias das Verbot des Exports. Damals zeigte sich bereits die verzwickte diplomatische Lage des jungen griechischen Staates: Einerseits beanspruchte Kapodistrias das alleinige Recht an den antiken Funden, andererseits wollte er die Großmächte, von denen Griechenland abhängig war, nicht vor den Kopf stoßen. Diese Maßnahme bildete weiterhin die Grundlage für ein modernes Grundbuchsystem, das Eigentumsrechte klar regelte und die Verwaltung staatlicher Ressourcen effizienter gestaltete.

## Folgen der Versammlung
Die vierte Nationalversammlung von Argos symbolisierte die Bemühungen, eine stabile und repräsentative Regierung in Griechenland zu etablieren. Sie offenbarte die Herausforderungen, denen das junge Land gegenüberstand, aber auch den entschlossenen Willen, diese durch demokratische Reformen und breitere Bürgerbeteiligung zu überwinden. Die Versammlung legte das Fundament für zukünftige politische Entwicklungen und trug zur Konsolidierung staatlicher Strukturen bei, die für die Zukunft Griechenlands von entscheidender Bedeutung waren.
Um zu verhindern, dass Altertümer außer Landes gebracht und stattdessen in Griechenland bewahrt werden, ließ Kapodistrias im Jahr 1829 das Nationalmuseum auf Ägina errichten.
Durch die Bestätigung der zentralisierten Politik und die Konzentration der Macht zugunsten von Ioannis Kapodistrias stieß die Regierung auf Widerstand lokaler Machthaber (Kotzabasiden). Diese Spannungen eskalierten und führten schließlich zur Ermordung Kapodistrias’ im Jahr 1831, was die Einberufung der Fünften Nationalversammlung in Nafplio zur Folge hatte.